# Andrzej Żor
Andrzej Żor (ur. 16 września 1940 w Płońsku) – polski pisarz, historyk, urzędnik, dyplomata.

## Życiorys
Absolwent filologii polskiej na Uniwersytecie Warszawskim.
Od 1963 asystent w Muzeum Historii Polskiego Ruchu Rewolucyjnego. Był wicedyrektorem w Ministerstwie Szkolnictwa Wyższego (1963–1978), dyrektorem Departamentu Współpracy z Zagranicą w Ministerstwie Nauki, Szkolnictwa Wyższego i Techniki (1978–1982), Dyrektorem Generalnym tamże (1982–1983). W 1983 w Urzędzie Rady Ministrów Dyrektor Generalny. Podsekretarz stanu w URM (1985–1988). Od 30 września 1989 do 31 lipca 1992 pełnił funkcję ambasadora PRL/RP w Malezji. Sekretarz Stanu w URM od 18 listopada 1993 do 31 maja 1994. Dyrektor w Banku Rozwoju Eksportu, prezes Fundacji BRE Banku oraz Fundacji BGŻ.
Autor powieści („Alma Mater”, „Maks albo zniknięcie Prospera”), opowiadań („Jedenaście dialogów z porcelanową filiżanką w tle”), biografii historycznych: Jana Blocha („Figle historii”), Aleksandra Wielopolskiego („Ropucha”) i Jana Kantego Steczkowskiego („Człowiek na wielu krzesłach”), książek z zakresu historii instytucji finansowych.
W 2013 uzyskał na Uniwersytecie Wrocławskim stopień doktora nauk humanistycznych w dyscyplinie historii, broniąc pracę Kronenberg. Dzieje fortuny (promotor: Edward Czapiewski).
Członek Polskiej Zjednoczonej Partii Robotniczej (od 1968, m.in. sekretarz Komitetu Zakładowego przy Ministerstwie Nauki), Związku Młodzieży Polskiej (1955–1956), Zrzeszenia Studentów Polskich (1957–1962), Związku Nauczycielstwa Polskiego (od 1963), Związku Literatów Polskich (wiceprezes zarządu głównego od 2011).

## Odznaczenia i wyróżnienia
- Krzyż Komandorski Orderu Odrodzenia Polski (1999)[8]
- Nagroda Literacka m.st. Warszawy za książkę Dom. Historia przytułku św. Franciszka Salezego (2019)[4]

## Publikacje
- Malezja – źródła sukcesu i wizja przyszłości: refleksje gospodarcze, Warszawa: „Olympus” Centrum Edukacji i Rozwoju Biznesu: Wyższa Szkoła Bankowości, Finansów i Zarządzania, 1995.
- Alma Mater, czyli Profesorskie dole i niedole, Warszawa: Wydawnictwo Iskry, 1997.
- Trzy pokolenia, Warszawa: Stowarzyszenie Księgowych w Polsce. Zarząd Główny. Centralny Ośrodek Szkolenia Zawodowego, 2007.
- Dom: historia Przytułku św. Franciszka Salezego, Warszawa: Towarzystwo Przytułku św. Franciszka Salezego w Warszawie, 2018.
- Jan Bloch (1836–1902): kapitalista, pacyfista, filantrop (red.), Warszawa: Fundacja im. Jana Blocha: Wydawnictwo Trio, 2014.
  - Jan Bloch (1836–1902): capitalist, pacifist, philanthropist (ed.), Warsaw: Jan Bloch Foundation: Trio Publishing House, 2015.
- Figle historii, Toruń: Wydawnictwo Adam Marszałek, 2005.
- BRE Leasing: 15 lat minęło…, Toruń: Wydawnictwo Adam Marszałek, 2006.
- Ropucha: studium odrzucenia, Toruń: Wydawnictwo Adam Marszałek, 2007.
- Człowiek na wielu krzesłach: Jan Kanty Steczkowski 1862–1929, Toruń: Wydawnictwo Adam Marszałek, 2009.
- Maks albo zniknięcie Prospera, Warszawa: Muza, 2003.
- Jedenaście dialogów z porcelanową filiżanką w tle, Warszawa: Państwowy Instytut Wydawniczy, 2009.
- Kronenberg: dzieje fortuny, Warszawa: Wydawnictwo Naukowe PWN, 2011.
- BRE Leasing: 15 + 5 lat minęło…, Toruń: Wydawnictwo Adam Marszałek, 2013.

Tłumaczenia
- Międzynarodowe Standardy Rewizji Finansowej 1996, red. Zbigniew Messner, Warszawa: SKwP, 1997.
- Międzynarodowe Standardy Rachunkowości…, Warszawa: Stowarzyszenie Księgowych w Polsce. Zarząd Główny. Centralny Ośrodek Szkolenia Zaocznego, 1994–2001.